# 志恩まこ
志恩 まこ（しおん まこ、4月30日）は、日本の元AV女優。バンビプロモーション所属。

## 略歴
2020年9月、マリオンから「某有名メイドカフェで人気No1店員」をキャッチフレーズにAVデビュー。所属事務所はバンビプロモーション。
芸名の由来は、当初自分からひらがなで「おんまこ」と提案したが、メーカーに止められ、「志恩まこ(しおんまこ)」となった。
2022年11月の撮影を最後に一時休業。半年後をめどに復帰をする予定だったが体力面、精神面から表舞台には立てないと判断し、2023年7月17日、TwitterにてAV女優としての現役引退を発表。 同日にはfantiaを開設。「おんまこ」としての活動は継続する。

## 人物
ロボットアニメ(機動戦士ガンダム等)やジョジョの奇妙な冒険が好きなオタク系女子。FPS系のゲームで遊び、妄想好きでAVを良く観る。
エロサイトやエロ漫画でエロの知識を得ながら、小学校3・4年生の頃から本格的な自慰をはじめて、初潮後は風呂場でのシャワーによる行為に目覚め、学校内でも行っていた。
初体験は中学2年か3年の時に好きだった同級生と、その後告白したらふられ、そのままセフレになった高校在学中にメイドカフェでのアルバイトを始め、20〜30人くらいの客とエッチをした。
体位などオタク的探究心や彼氏の影響でAVを観るようになり、堀北真希や椎名そら、成瀬心美などの作品を観てきて、美谷朱里の大ファンになった。AV女優になった理由は、AVが好きで観ている側でなく出る側になりたいと思っていたこと、女性の陰部を生で見ることができると思うと興奮するから。
好きな国のひとつは、タイ。

## 作品
(配):配信特化・先行型メーカ・レーベルの作品、無印:単体作品、○:多人数による共演作品、○出演者:2から3人の共演作品、●出演者:2から3人の共演を含めたオムニバス作品、□:オムニバス作品、□出演者:出演者が3人までのオムニバス作品

### アダルトビデオ
- 新人20歳AVデビュー 志恩まこ（9月19日、MARRION）
  - まこ 彼氏と別れたばかりのJD 思わず初中出し（10月19日、しろうとがーる）(配)
  - 【必死すぎて..】【快感に染まる美顔】内気な性格の現役女子大生。ベッドの上でもシャイな彼女に巨根を差し込めば… ネットでAV応募→AV体験撮影 1375（10月24日、シロウトTV）(配)
- 街行く素人女子大生が人生初の乳首責めに挑戦!乳首をコリっと触るだけで何度も勃起する絶倫デカチンを前に、美少女たちのパンティの中はびっちょびちょに!「乳首で感じてる男性って可愛い…(照)」湧き出るムラムラを発散するように乳首をしつこくこねくり回し!（10月23日、赤面女子）□
- 完ナマSTYLE@中出し温泉旅行まこ #二人きりゴム無旅行ドキュメント（10月27日、FIRST STAR）
- 完全生3P #ラブホ中出し円光 #最強性欲MAXビッチさやたん×恥ずかしがり屋まこたん（10月27日、FIRST STAR）○
- 見ないで!イキそうなの! まんさん美容学生(#＾＾#)（10月27日、MERCURY）
- 絶対何もしない約束なら… えむchan（仮）（11月1日、バビロン/妄想族）
  - マジ軟派、初撮。 1551 ふわふわ系メイド美少女をナンパ成功!エッチなことが好きと言うのですかさず後ろに回り込みおっぱいを揉めば満更でもない様子…デカ○ンを差し出せばうっとり顔でご奉仕ww（11月10日、ナンパTV）(配)
- 思わず勃起してしまう もろパン美少女 まこ（11月12日、フェチ眼）
- マジックミラー号ハードボイルド 街行く"未成年女子大生"が"リード付き固定バイブ"でマジックミラー号の内外を連れまわされイキまくり!人生初の合法露出SEXの快感に潮を吹きまくった10代素人娘は連続中出しも拒めない!（11月12日、サディスティックヴィレッジ）□
- パパ活JDが1本限りのAV出演!いつもおじさんたちを喜ばせている「あざとい」くらいの敏感反応SEX すずか（11月25日、あんず/妄想族）
- カワイイ女子○生とエッチするために僕は教師になったんだ!8（11月26日、SWITCH）○
  - ラグジュTV 1332 SNSで流行を発信するインフルエンサーが緊張の面持ちでAV初出演!上品な立ち振る舞いの美女はスイッチが入ると途端に敏感体質に!秘部からトロトロと蜜を溢れさせ日常では味わえない巨根のピストンに大胆にイキまくる!（11月27日、ラグジュTV）(配)
  - さりなちゃん 傷心中の女の子は生が好き（12月5日、さんじのおかずガチなかだしっ!）(配)
- 夫婦で挑戦!深田えいみの凄テクで夫が2回イカされたら妻が寝取られナマ中出しSEX!（12月13日、はじめ企画）□※オムニバス作品

- 催眠円光 志恩まこ&杏羽かれん（1月7日、パコパコ団とゆかいな仲間たち/妄想族）□
- 3年2組の文化祭の模擬店は…『ちょんの間』。私立のお嬢様○校の文化祭。ひときわ行列のできる大人気の模擬店は『ちょんの間』だった!（1月7日、Hunter）○
- 人妻の本懐 まこさん 24歳（1月15日、S級素人）
- 「エッチの経験が少ないと彼氏引くかな…?一緒に練習してくれる?」幼馴染と恋愛相談NTR!結局彼氏とはできない中出しセックスを求める幼馴染!…（1月19日、Hunter）□
- 社長の息子のHな社会科見学7 志恩まこ/大槻ひびき/推川ゆうり（1月21日、グローリークエスト）○
- うちの妻・R菜(26)を寝取ってください94（2月12日、ゴーゴーズ）
- パコ撮りNo.12 「ナマでお●ンチン入れて下さい♪」甘えんぼJ●の自分でくぱぁするおねだりが堪らなく可愛くて2回中出しした!（2月12日、FIRST STAR）
- ビーチ(ビッチ)ガールズとのハメ撮り動画 2人確保!!（2月12日、MERCURY）□
- オナニーでイキ疲れてバイブを挿したまま寝落ちした姉の姿にムラムラしてしまいそっとバイブを抜いて近親相姦した夜 第3夜（2月12日、SCOOP）□
- 素人美少女とリモコンバイブお散歩-SN区編-「もう我慢できません…!!」人混みの中ビクビク震えてイキまくってしまう女子たち!人生初の羞恥プレイでまさかのエロスイッチオン!車移動中も窓全開放で大胆カーオナニー!最後は近くのスタジオで心行くまで生セックス!（2月12日、赤面女子）□
- 大好きな母さんを追い出したお前らを許さない!父と再婚しやってきた義母と義理の姉妹を眠剤ハメ撮りした動画で「お前の家族はとんだ淫乱だな」と…（3月7日、Hunter）○
- 若妻だらけの絵画教室でヌードモデルをしたボクは思わずフル勃起でピンチ!いやチャンス?絵画教室のデッサンモデルを頼まれて行ったら欲求不満の若妻だらけ!!…（3月7日、Hunter）○
- むちむちデカ尻 神ブルマ 志恩まこ ロリ美少女やぽっちゃり娘にピチピチブルマ＆体操着を着せ、ハミパン、ムレムレワレメを毛穴まで見えるほどの超ドアップ接写!さらに尻コキ、着衣お漏らし放尿やブルマぶっかけ等ブルマ好きに送る完全着衣フェチAV（3月11日、親父の個撮）
- 女上司の無防備なパンストにたまらず勃起!抑えられずにチ○ポをこすりつけたら糸をひくほど濡れていた…7（3月12日、Z-MEN）□
- 雑魚寝してたらボクの布団に友達の彼女が潜り込できて…6匂いたつような年上女のフェロモンにチ○ポはバキバキ目覚めて弁解するカノジョの分厚い唇をキスでふさいでイキ声ガマンさせ何度も奥突き!（3月12日、Z-MEN）□
  - 幸せ気分でハメ撮りエッチ／Mako（3月12日、S-Cute）(配)
- 親友対決!固定ディルド腰ふり競争1000回ふらなきゃ帰れまセン!!9（3月13日、はじめ企画）●
- あらぬ疑いを掛けられ雇い主の性処理道具にされた人妻出張家政婦 志恩まこ（3月19日、アクアモール/エマニエル）
- 恥ずかしがり屋で超絶カワイイ義理の妹と付き合い始めてしまったボク…。3（4月7日、Hunter）□
- パンティ見て勃起してるの?変態さんだね。だったら足コキで充分だよね。（4月1日、グローリークエスト）□
- 令和の悪夢 乱暴 襲い 剥ぎ やられる（4月1日、FAプロ）□
- MM号からの脱出 女子大生の友情数珠つなぎ企画 友達を30分以内に電話で呼び出し"身代わり"にして密室から脱出せよ!制限時間を過ぎたらデカチン即ハメ! 2 イってもやめない激ピストンで友達が来るまで生中出しは終わらない inザ・マジックミラー（4月7日、ディープス）□
- SOD女子社員 全裸入社式 新入社員12名全員の初撮りSEXも収録! コロナに負けず大集合!赤面特大羞恥 初めて尽くしの2枚組ウルトラ7時間SP（4月8日、SODクリエイト）○
- ライダース女子は絶対エロいに違いないっ!4 ガールズバンド編 ROCKの象徴ライダース姿でリズム&中出しSEX（4月9日、REAL）○
- おしっこ114連発 98人（9月2日、グローリークエスト）□